# Ammobates lativalvis
Ammobates lativalvis är en biart som beskrevs av Popov 1951. Ammobates lativalvis ingår i släktet Ammobates och familjen långtungebin. Inga underarter finns listade i Catalogue of Life.